# Волынско-Подольская плита

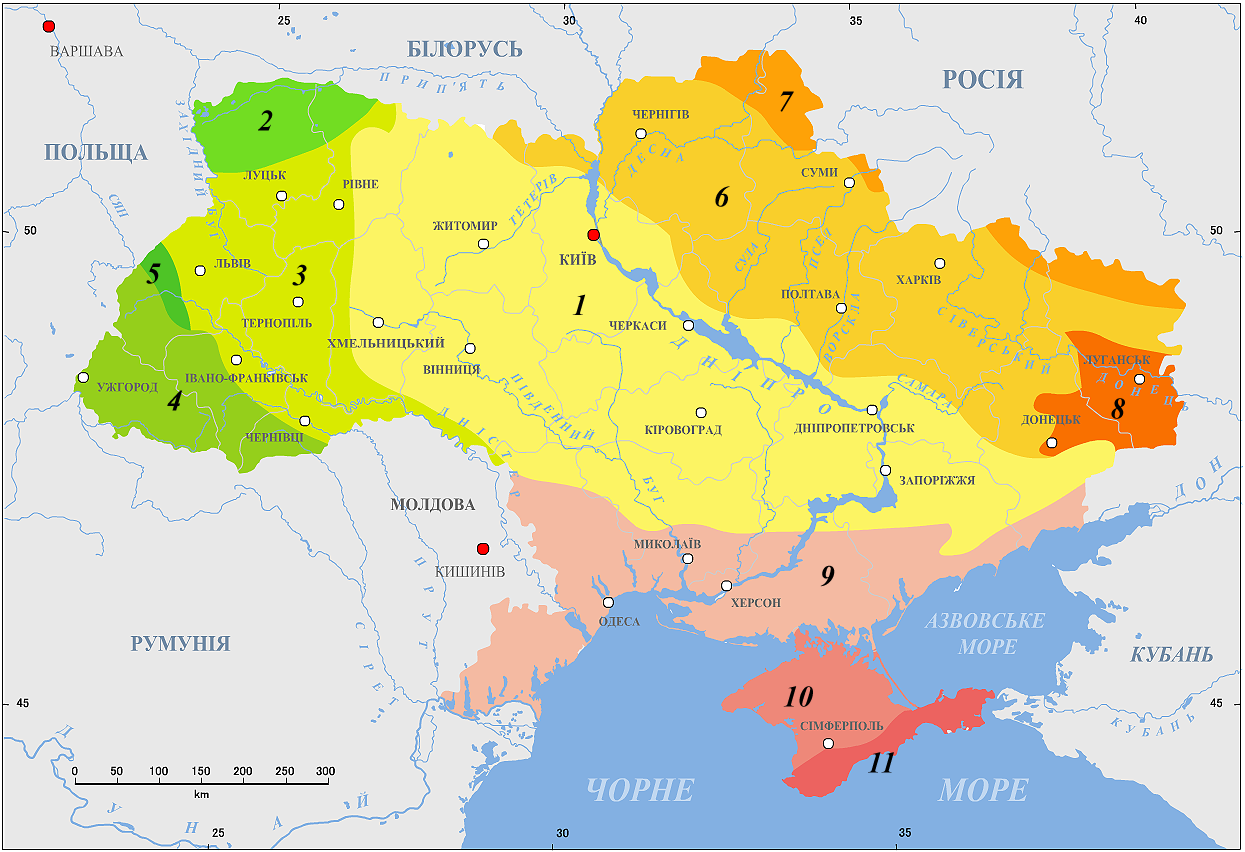
1. Украинский щит
2. Ковельский выступ
3. Волынско-Подольская плита
4. Карпатская складковая область
5. Западно-Европейская платформа
6. Дпепровско-Донецкая впадина
7. Воронежская антеклиза
8. Донецкая складковая область
9. Причерноморская впадина
10. Скифская плита
11. Крымская складковая область.

Волынско-Подольская плита (укр. Воли́но-Поді́льська плита́) — юго-западная часть Восточно-Европейской платформы между Украинским щитом и Восточными Карпатами.
Складковые структуры Восточных Карпат отделены линией Тейсера — Торнквиста (на этом участке Рава-Русским глубинным разломом). Кристаллический фундамент плиты сложен из архейско-среднепротерозойских метаморфизированных пород, имеет разломно-блочное строение, опускается на юго-западе до 6—8 км, перекрыто верхнепротерозойско-кайнозойскими отложениями. Платформенная структура плиты образовалась в результате формирования прогибов разного возраста, наложенных друг на друга.
Основные полезные ископаемые: нефть, каменный уголь.